# Bungețani
Bungețani – wieś w Rumunii, w okręgu Vâlcea, w gminie Făurești. W 2011 roku liczyła 221 mieszkańców.